# O Capitalismo na Era da Acumulação Integral
O Capitalismo na Era da Acumulação Integral é uma das principais obras de Nildo Viana, sociólogo e filósofo brasileiro.
Nesta obra, o autor apresenta de forma mais desenvolvida a sua teoria dos regimes de acumulação, esboçada em outra obra e desenvolvida nesta, discutindo a periodização da história do capitalismo e apresenta a base teórica e explicativa de seu desenvolvimento. A partir disso analisa o atual regime de acumulação e suas características e contradições, bem como sua relação com a ideologia e as mudanças sociais.
O livro está dividido em quatro partes. A primeira parte discute a teoria do regime de acumulação, discutindo as tentativas de periodização do capitalismo e o conceito de regime de acumulação, mostrando suas origens em alguns autores e apresentando uma redefinição. A partir da análise do regime de acumulação, o autor defende a tese de que a história do capitalismo é marcada pela sucessão de regimes de acumulação, que foram os seguintes: extensivo (século XVIII e início do século XIX), intensivo (final do século XIX início do século XX), intensivo-extensivo (pós-segunda guerra mundial até anos 1970) e regime de acumulação integral (dos anos 1980 até hoje).
A segunda parte é dedicada a analisar as bases do regime de acumulação integral, o atual regime de acumulação. Os três capítulos desta parte discutem o toyotismo, o neoliberalismo e o neoimperialismo, através da análise dos processos sociais que os geraram.
A terceira parte é dividida em quatro capítulos que discutem a relação entre acumulação integral e ideologias, nos quais se discute a ideologia da globalização, do trabalho imaterial, da crise da sociedade do trabalho e o pós-modernismo.
A quarta e última parte discute as conseqüências sociais da acumulação integral e possui dois capítulos, um dedicado ao problema da lumpemproletarização (apresentando também uma crítica à ideologia da "exclusão social") e outro dedicado às lutas sociais contemporâneas, desde as lutas culturais até casos mais específicos, tal como as lutas sociais no México e Argentina.
Esta obra é um desdobramento do livro "Estado, Democracia e Cidadania", no qual esboça uma teoria dos regimes de acumulação focalizando as mudanças na política institucional (estado, democracia e cidadania) e é base para outras abordagens do autor, tal como sua análise do golpe de 1964 no Brasil e outros textos.